# Oțelul Galați în sezonul 1984-1985

## Echipă
| Nr. |         | Poziție | Jucător               |
| --- | ------- | ------- | --------------------- |
| -   | România | P       | Tudorel Călugăru      |
| -   | România | P       | Cătălin Hăisan        |
| -   | România | P       | Gheorghe Stamate      |
| -   | România | F       | Gigi Ion              |
| -   | România | F       | Adrian Oprea          |
| -   | România | F       | Carmen Stan           |
| -   | România | F       | Mihai Ciobanu         |
| -   | România | F       | Gelu Popescu          |
| -   | România | F       | Vasile Epure          |
| -   | România | F       | Sorin Basalâc         |
| -   | România | M       | Marius Stan           |
| -   | România | M       | Ion Petrescu          |
| -   | România | M       | Marin Oprea           |
| -   | România | M       | Eusebio Crețu         |
| -   | România | M       | Ion Ungureanu         |
| -   | România | A       | Savin Veniamin Ciurea |
| -   | România | A       | Constantin Lala       |
| -   | România | A       | Aurelian Stamate      |
| -   | România | A       | Dan Loghin            |

## Transferuri

### Sosiri
| Post | Jucător          | De la echipa     | Suma de transfer  | Dată |  | ---- |
| ---- | ---------------- | ---------------- | ----------------- | ---- |  | ---- |
| A    | Constantin Lala  | Politehnica Iași | liber de contract | -    |  |      |
| P    | Gheorghe Stamate | Dunărea Galați   | liber de contract | -    |  |      |
| F    | Vasile Epure     | CS Botoșani      | liber de contract | -    |  |      |

### Plecări
| Post | Jucător        | De la echipa   | Suma de transfer  | Dată |  | ---- |
| ---- | -------------- | -------------- | ----------------- | ---- |  | ---- |
| P    | Sârghi         | Dunărea Galați | liber de contract | -    |  |      |
| M    | Dănuț Lupu     | Dunărea Galați | liber de contract | -    |  |      |
| F    | Irimia Popescu | Unirea Focșani | liber de contract | -    |  |      |

Clasamentul după 34 de etape se prezintă astfel:

## Seria II

### Rezultate
| Victorii | Egaluri | Înfrângeri | Cea mai mare victorie | Cea mai mare înfrangere |

### Sezon intern
| 1  | Oțelul Galați            | Partizanul Bacău        |  | 3-0 (3-0)     |
| 2  | FCM Progresul Brăila     | Oțelul Galați           |  | 2-0 (1-0)     |
| 3  | Oțelul Galați            | FC Constanța            |  | 3-1 (1-1)     |
| 4  | CSM Suceava              | Oțelul Galați           |  | 2-0 (0-0)     |
| 5  | Oțelul Galați            | Unirea Dinamo Focșani   |  | 3-1 (1-0)     |
| 6  | Dunărea CSU Galați       | Oțelul Galați           |  | 2-0 (1-0)     |
| 7  | CFR Pașcani              | Oțelul Galați           |  | 1-0 (0-0)     |
| 8  | Oțelul Galați            | Petrolul Ploiești       |  | 1-1 (1-0)     |
| 9  | Oțelul Galați            | FEPA 74'Bârlad          |  | 3-0 (2-0)     |
| 10 | Prahova CSU Ploiești     | Oțelul Galați           |  | 1-1 (0-1)     |
| 11 | Metalul Plopeni          | Oțelul Galați           |  | 1-1 (1-1)     |
| 12 | Oțelul Galați            | CS Botoșani             |  | 5-1           |
| 13 | Olimpia Râmnicu Sărat    | Oțelul Galați           |  | 1-0 (1-0)     |
| 14 | Oțelul Galați            | Chimia Fălticeni        |  | 0-0           |
| 15 | Ceahlăul Piatra Neamț    | Oțelul Galați           |  | 0-2 (0-1)     |
| 16 | Oțelul Galați            | Metalul Mangalia        |  | 4-0 (2-0)     |
| 17 | ASA Mizil                | Oțelul Galați           |  | 1-0 (0-0)     |
| 18 | Partizanul Bacău         | Oțelul Galați           |  | 2-1 (1-0)     |
| 19 | Oțelul Galați            | FCM Progresul Brăila    |  | 5-0 (2-0)     |
| 20 | FC Constanța             | Oțelul Galați           |  | 0-0           |
| 21 | Oțelul Galați            | CSM Suceava             |  | 0-0           |
| 22 | Unirea Dinamo Focșani    | Oțelul Galați           |  | 2-1 (1-1)     |
| 23 | Oțelul Galați            | Dunărea CSU Galați      |  | 1-2 (1-1)     |
| 24 | Oțelul Galați            | CFR Pașcani             |  | 7-0 (3-0)     |
| 25 | Petrolul Ploiești        | Oțelul Galați           |  | 1-1 (1-1)     |
| 26 | FEPA 74'Bârlad           | Oțelul Galați           |  | 2-1 (2-0)     |
| 27 | Oțelul Galați            | Prahova CSU Galați      |  | 3-0 (2-0)     |
| 28 | Oțelul Galați            | Metalul Plopeni         |  | 4-0 (2-0)     |
| 29 | CS Botoșani              | Oțelul Galați           |  | 1-2 (1-2)     |
| 30 | Oțelul Galați            | Olimpia Râmnicu Sărat   |  | 4-0 (2-0)     |
| 31 | Chimia Fălticeni         | Oțelul Galați           |  | 1-0 (0-0)     |
| 32 | Oțelul Galați            | Ceahlăul Piatra Neamț   |  | 2-2 (2-0)     |
| 33 | Metalul Mangalia         | Oțelul Galați           |  | 3-2 (1-0)     |
| 34 | Oțelul Galați            | ASA Mizil               |  | 2-1 (0-1)     |
| 35 | Delta Tulcea             | Oțelul Galați           |  | 2-4 (0-0)     |
| 36 | Chimia Mărășești         | Oțelul Galați           |  | 0-3           |
| 37 | Oțelul Galați            | Dunărea CSU Galați      |  | 1-3 (1-2)     |
| 38 | Oțelul Galați            | Olimpia Râmnicu Sărat   |  | 2-1           |
| 39 | Oțelul Galați            | Național Cairo          |  |               |
| 40 | Oțelul Galați            | Rapid București Tineret |  | 2-0 (2-0)     |
| 41 | Autobuzul București      | Oțelul Galați           |  | 5-3 (1-0,1-1) |
| 42 | Oțelul Galați            | Olimpia Poznan          |  | 2-1 (2-0)     |
| 43 | Oțelul Galați            | Portul Galați           |  | 5-2 (4-1)     |
| 44 | Oțelul Galați            | FEPA 74'Bârlad          |  | 6-1 (6-1)     |
| 45 | Viitorul Mecanica Vaslui | Oțelul Galați           |  | 2-1 (1-0)     |